# Rózsa Géza
Rózsa Géza, 1890-ig Rosenthal (Pápa, 1871. október 11. – Budapest, 1937. május 15.) bölcseleti doktor, állami főreáliskolai tanár.

## Életpályája
Szülei Rosenthal Mór néptanító és Reiner Franciska. Szülővárosában, Pápán végezte középiskolai tanulmányait (I-IV. a bencéseknél, V-VIII. a református főgimnáziumban); azután a budapesti egyetemen bölcseletet hallgatott. Rosenthal családi nevét 1890-ben Rózsára változtatta. 1893-94-ben Párizsban járt, ahol a Sorbonne-t és a Collège de France-t látogatta. 1895-ben tett tanári vizsgát, ezután mint középiskolai tanár a francia és magyar nyelvet tanította Székelyudvarhelyen három évig, szintén három évig az egri, majd öt évig a zsolnai állami főreáliskolában. Többször is beutazta Francia-, Német-, Olaszországot (ahol művészileg jelesebb városaiban egy évet töltött), Angliát és Svájcot.
Francia és olasz költeményeket fordított a magyar szépirodalmi lapokba. Párizsban rendes levelezője volt a Fővárosi Lapoknak; írt még a Pesti Naplóba, az Egyetemes Philológiai Közlönybe 1890-1894-ben, a Jövendőbe és a Magyar Nyelvőrbe.
Cikkei megjelentek a Nyelvtudományi Közleményekben (1886-87. Franczia nyelvújítás és szóképzés: Darmstedter könyve); a Fővárosi Lapokban (1897. 1. sz. A magyar és franczia színi kritika); az egri reáliskolai Értesítőben (1898. Szellemjelések a tragédiában).

## Művei és műfordításai
- Bessenyei mint drámaíró. Budapest, 1893. (A budapesti egyetemen jutalmat nyert pályamunka).
- Aphrodite. (A szépség és szerelem istennője). Regény. Írta Pierre Louys. Francia eredetiből ford. Budapest, 1896.
- Félszüzek. Marcel Prévost után ford. Budapest, 1896.
- Juliette házassága. Marcel Prévost után ford. Budapest, 1898.
- A nazarethi szűz. Irta Marcel Prévost. Ford. Budapest, 1898.
- Az asszony bolondja. Spanyol regény. Írta Pierre Louys. Ford. Budapest, 1889.
- Gondolatok a nőnevelésről. Zsolna, 1904.
- A nagy közönség és a tanuló ifjúság képzőművészeti oktatása. Zsolna, 1906.